# 杜新志
杜新志PC KC（1947年9月9日—），加拿大政治人物和律師，2004年-11年間以加拿大自由黨黨員身份擔任加拿大國會下議院溫哥華南選區議員，並曾於2004年-06年間在自由黨聯邦内閣中出任衛生部長。在此之前他曾活躍於卑詩省省級政壇，1991年-2001年間以卑詩新民主黨黨員身份擔任卑詩省議會溫哥華堅盛頓選區議員，1995年-2000年間出任卑詩省律政廳長，並曾於2000年-01年間擔任卑詩新民主黨黨魁和卑詩省省長，成為加拿大首位印裔省長。

## 早年生活
杜新志於印度旁遮普邦賈朗達爾縣多桑奇卡蘭（Dosanjh Kalan）出生。受到父親和祖父討論政治所啟發，杜新志自小便對政治產生興趣，並有意修讀政治學，但他父親卻希望他成為醫生。為了掌握自己未來，他於1964年遠赴英國，在當地學懂英語並擔任一份旁遮普文報章的的助理編輯。他再於1968年遷居加拿大，投靠在卑詩省居住的親屬。他曾在溫哥華一間鋸木廠工作，並於該市的蘭加拉學院進修。他其後考入西門菲沙大學修讀政治學，1973年從該校獲取文學士學位後到卑詩大學修讀法律，1976年從該校畢業。
他在大學時期瞭解到在當地農場謀生的移民工作環境普遍差劣，因此尋求撥款並於1977年設立農場工人資訊中心，向工人提供法律資訊和協助。他也向務適移民服務中心（MOSAIC）提供諮詢服務，並於溫哥華社區學院向新移民教授英語。他於1979年在溫哥華開設律師事務所，主攻家庭法和人身傷害索賠。
1984年印度軍隊在藍星行動中攻入錫克金廟造成多人死傷，其後印度總理英迪拉·甘地被兩名錫克教保鑣刺殺而掀起全國反錫克教徒暴動，在錫克教徒眾多的大溫哥華地區亦造成反響。大溫少數錫克教極端主義者鼓吹使用武力來達致卡利斯坦獨立，而作為溫和錫克教徒的杜新志則高調反對此立場，當中包括在旁遮普文報章撰文和亮相主流媒體反對暴力。懷疑受這些言論影響，他於1985年2月離開辦公室時被人持鐵棒襲擊，頭部和手部受傷並需聯84針。

## 省議員
杜新志有意繼續為農場工人發聲，因此決定涉足政壇。他先後於1979年和1983年卑詩省省選代表卑詩新民主黨角逐省議會溫哥華南選區議席，但兩次皆敗予卑詩社會信用黨的候選人。他於1985年受襲後需時休養康復，因此未有參與1986年省選。
他於1991年省選再度代表新民主黨參選，競逐新成立的溫哥華堅盛頓選區省議會議席。民望低落的執政社信黨在這次省選大敗，新民主黨上台執政，而杜新志亦首度當選省議員。他曾任新民主黨的黨團主席兩年，1995年4月則獲黨魁和省長哈葛任命為政府服務廳長兼專責體育廳長，翌月再加任專責多元文化及人權廳長（該職銜於同年8月改稱專責多元文化、人權及移民廳長）。
1995年8月他調任律政廳長，任內設立暴力罪犯資料庫、促成加拿大皇家騎警增設仇恨罪案部、並爭取聘用更多警員、緩刑官和司法人員 ，但亦因減少法律援助和關閉法院而受到批評。他於1996年2月過渡至新任省長簡嘉年內閣，再於同年5月省選連任堅盛頓選區議員，期間一直保留原有廳長職務。
1999年初，皇家騎警就簡嘉年涉嫌運用政治影響力協助友人申請賭場牌照展開調查，並於同年3月2日到簡嘉年家中進行搜查。皇家騎警於同月4日向杜新志匯報，並向他發出禁言令。禁言令於同年8月13日取消後，杜新志通知簡嘉年，然後召開記者會交待事件；簡嘉年於同月21日宣布辭任省長和新民主黨黨魁。杜新志被批評未有通知黨團和未有在早前通知公眾，但亦因避免利益衝突而獲好評。
杜新志的選區辦公室於1999年12月26日被人破入，並在桌上留下一枚燃燒中的汽油彈。

## 省長
簡嘉年離職後，杜新志被外界視為繼任新民主黨黨魁的熱門人選之一。他其後正式宣布參選黨魁，並獲前黨魁和省長哈葛支持。黨魁選舉於2000年2月20日舉行，杜新志在首輪投票中以57%得票率擊敗葉運時當選黨魁。他再於同月24日宣誓就任省長，成為卑詩省以至全加拿大首位印裔省長。
杜新志出任省長期間集中於醫療、教育和平衡預算。當時省內的石油和天然氣行業發展蓬勃，為省府帶來可觀税收，杜新志因此指示財政廳長林世普草擬平衡預算法案。省府在2000年財政年度意外錄得盈餘，並預期庫房收入將繼續上升，杜新志因此能在2001年財政年度中保持庫房盈餘但增加省府開支8%，主要用於翻新醫院、學校和高等院校、興建癌症治療中心、減低專上教育學費、以及增加高等院校和省府學徒計劃的學位。省議會在杜新志省長任期內通過煙草損害及醫療復康法（容許向煙草公司提出訴訟以補貼相關醫療費用）、性罪犯登記法、以及保護公眾參與法（防止參與公眾事務的民眾受到起訴）。省議會亦通過修改配偶定義，讓同性伴侶獲得平等權利，而杜新志亦成為卑詩省首位出席同志驕傲遊行的省長。
卑詩新民主黨當時民望低落，簡嘉年於1999年8月辭任省長時該黨支持度低至15%。杜新志繼任後，該黨支持度於2000年8月回升至21%，而數項民意調查皆顯示杜新志的個人支持度高於時任卑詩自由黨黨魁金寶爾。然而杜新志和新民主黨中人皆明白該黨在來屆省選的勝算低迷，因此決定將競選活動集中於低陸平原內數個新民主黨仍有機可乘的選區，並將焦點放於擴闊經濟基礎、醫療和教育議題及杜新志的個人支持度。
及至選前一星期，民調顯示新民主黨的支持度跌至第三位，落後於自由黨和綠黨。就此杜新志罕有地在選前承認該黨落敗，但仍請求選民考慮支持該黨，以讓其成為官方反對黨並在省議會中制衡自由黨。新民主黨最終在2001年5月16日舉行的省選中大敗，79個省議會議席中只保著兩席並失去正式政黨地位。杜新志本人則在自己的溫哥華堅盛頓選區敗予自由黨候選人黃耀華，其省議員生涯遂告終結，而他亦辭任新民主黨黨魁。他此後恢復其律師工作，卑詩新民主黨黨籍過期失效後也沒有續期。

## 聯邦政壇
早於2002年10月，外界已開始猜測杜新志有意加入聯邦自由黨。另一方面，聯邦新民主黨黨魁林頓則於2003年拉攏杜新志在來屆聯邦大選中代表該黨參選，但被杜新志婉拒。杜新志終在2004年接受時任總理和聯邦自由黨黨魁馬田邀請，在當年的聯邦大選中代表自由黨上陣。大選於同年6月舉行，杜新志在溫哥華南選區以44.5%得票率當選，首度晉身國會下議院。

### 第38屆國會
自由黨於該屆大選贏取少數政府，連任總理的馬田則委任杜新志進入聯邦內閣，出任衛生部長。任內杜新志高調支持加拿大固有由公帑墊支的單軌醫療系統。他在國會提出議案規定香煙需合乎防火安全標準、引入新法則以進一步限制兒童飾物的含鉛度、並支持一項由新民主黨提出禁止反式脂肪的動議。他亦倡議加拿大接納世界衛生組織的《煙草控制框架公約》；加國終在2004年11月批准該公約。他為數項措施宣布撥款，包括修改加拿大食物指引以包含更多族裔食材、以及協助國外培訓的醫學人員融入加拿大的醫療制度。他也在國會引入C-12號法案（《預防傳染病引入和擴散法》），以更新1985年的《檢疫法》；C-12號法案於2005年5月獲御准。
在下議院一致支持下，聯邦政府同意向6000名因接收輸血而感染丙型肝炎的國民提供賠償。杜新志亦與總理馬田聯手跟各省政府就醫療撥款磋商；聯邦政府同意在十年內向各省提供合共410億元醫療撥款，當中55億元用作減低病人輪候時間，但拒絕各省省長要求設立全國量購藥物計劃。
聯邦保守黨下議院議員葛瑞華（Gurmant Grewal）於2005年5月指控杜新志和總理馬田的幕僚長默菲（Tim Murphy），指兩人向他提出委任他為內閣部長或駐外大使，以及委任他的妻子尼娜（Nina Grewal）為上議院議員，以換取他在自由黨少數政府提出的財政預算案（即一項信任動議）表決中支持自由黨或投棄權票，並發布他與杜新志和默菲對話的錄音。杜新志表示清白，並反指葛瑞華修改錄音。兩間媒體分別聘請音效專家分析錄音，兩者皆斷定錄音曾被修改，而皇家騎警分析錄音和訪問相關人士後決定無需展開刑事調查。聯邦道德專員則於2006年1月就此發表報告，指出沒有證據顯示杜新志曾建議向葛瑞華提供具體報酬，以換取後者合作。

### 第39屆國會
杜新志在2006年聯邦大選以48.1%得票率在溫哥華南選區順利連任。自由黨在該屆大選失去少數政府地位，並成為官方反對黨，杜新志則獲任命為該黨的國防事務評議員，並出任國防常務委員會和外交及國際發展常務委員會成員。
馬田在大選後辭任黨魁，而杜新志則在隨後舉行的黨魁選舉中支持來自安大略省，同樣曾以省新民主黨黨魁身份出任省長的李博。李博在第三輪投票獲取最低票數而被淘汰後，杜新志則改為支持狄安。狄安當選黨魁後調任杜新志為外交事務評議員；杜新志留任上述兩個常務委員會的成員，到2007年則改任公眾安全及國安常務委員會和加拿大駐阿富汗任務特別委員會成員。

### 第40屆國會

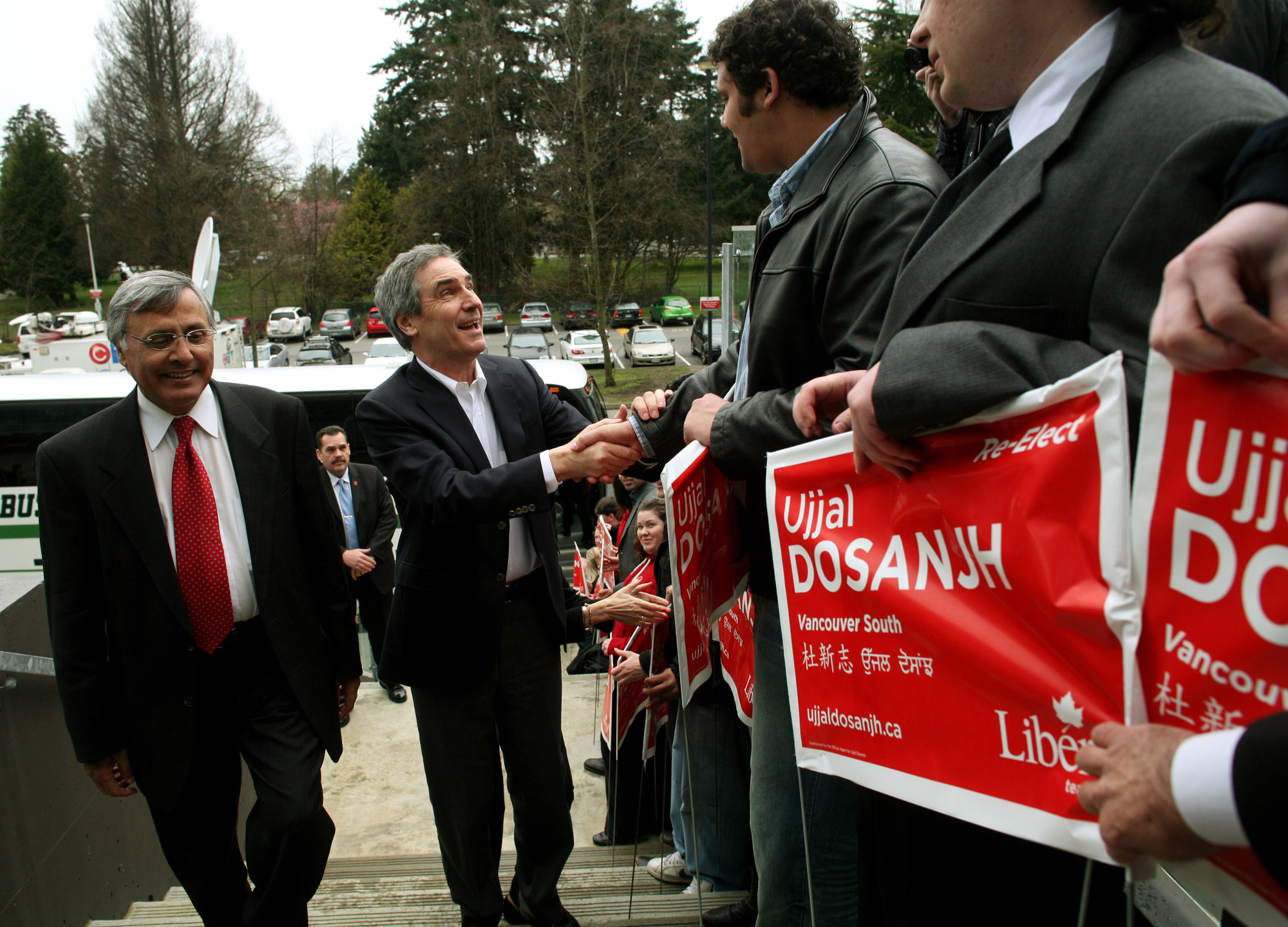
杜新志和時任聯邦自由黨黨魁葉禮庭在溫哥華蘭加拉學院出席活動（攝於2011年）

杜新志在2008年聯邦大選中與保守黨候選人楊蕭慧儀的得票相當接近，加拿大選舉局於大選翌日驗證的數字顯示杜新志僅以33票領先楊蕭慧儀，兩者得票之差少於溫哥華南選區在該屆大選總投票人數（42076人）的千分之一。當局依法進行選票重點後，杜新志僅以22票之差險勝楊蕭慧儀。在保守黨要求下，當局進行第二次選票重點，再次確認杜新志當選。自由黨在該屆國會保留官方反對黨地位，而杜新志則出任該黨的國防事務評議員。狄安辭任黨魁後，杜新志曾一度考慮競逐黨魁，但因不諳法語而作罷，並在黨魁選舉中再度支持李博。葉禮庭當選黨魁後於2009年1月任命葛達理（Denis Coderre）取代杜新志為國防事務評議員，但葛達理於同年9月因與葉禮庭意見不合而離開影子內閣，杜新志遂於同年10月復任國防事務評議員，翌年10月則改任衛生事務評議員。
他於第40屆國會的第二次會期出任國防常務委員會、律政及人權常務委員會和加拿大駐阿富汗任務特別委員會成員。在該屆國會第三次會期，他繼續出任國防常務委員會和駐阿富汗任務特別委員會成員，並出任衛生常務委員會成員。
2011年聯邦大選，杜新志再度於溫哥華南選區與楊蕭慧儀對壘，這次卻以3900票之差落敗，其下議院議員生涯遂告終結，而他亦宣布告別選舉政治。

## 個人及家庭生活
杜新志和妻子羅敏達（Raminder）育有三名兒子。他於2007年2月離開國會山莊一場自由黨下議院議員會議時心臟病發，需送院進行血管再成形術。

## 對外連結
- （英文）加拿大國會網站 杜新志議員簡介 （页面存档备份，存于）
- 杜新志的X（前Twitter）